# Division No 10 (Alberta)
Pour les articles homonymes, voir Division No 10.

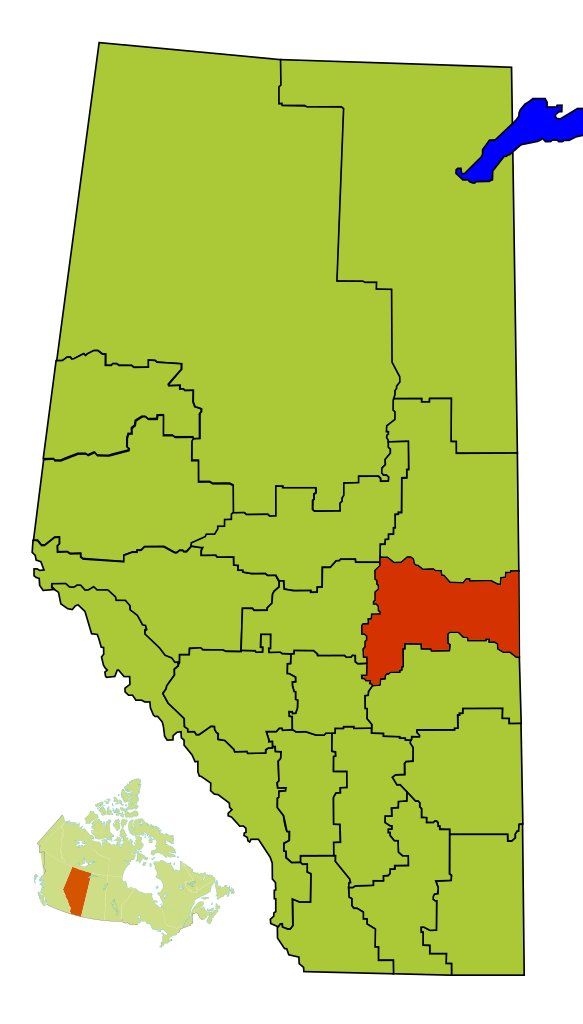
Divisions de recensement de l'Alberta.

La Division No  10 est une division de recensement de l'Alberta au Canada. Elle avait une population de 93,039 habitants en 2011.

## Annexe